# Jan Kotnour
Jan Kotnour (* 23. března 1994) je bývalý český fotbalový brankář naposledy hrající za český klub FK Dukla Jižní Město.

## Klubová kariéra
S fotbalem začínal v pěti letech v Bystřici nad Pernštejnem.

### FC Vysočina Jihlava
V žákovské kategorii přestoupil do Vysočiny Jihlava, kde postupně prošel mládežnickými kategorie až do staršího dorostu. V roce 2008 se objevil na testech v Tottenhamu Hotspur, ale nakonec zůstal v Jihlavě. V sezoně 2010/2011 si odbyl premiéru za "B" tým, ovšem nastoupil za něj pouze do jediného zápasu. Poté jej pronásledovala zranění (natržený sval, vazy v kotníku, zranění kolena), takže v následujících sezonách mnoho zápasů nenahrál. V jarní části sezony 2012/2013 dostal šanci v juniorském týmu, který nahradil "B" tým, přičemž už v zimní přípravě se objevil na soustředění "A" týmu. V brance juniorského týmu zahájil i ročník 2013/2014; nastoupil v prvních dvou zápasech – s Plzní (1:2) a v Liberci (3:3). Teprve ve třetím kole, v domácím zápase s Brnem (3:1), jej nahradil Jan Hanuš. Zároveň dělal brankářskou trojku v "A" týmu. V podzimní části Juniorské ligy odchytal 11 zápasů, navíc v 73. minutě zápasu 19. kola mezi Znojmem a Jihlavou střídal Radima Šutu, takže nastoupil jako hráč do pole. V témže zápase v 78. minutě gólem snižoval na 3:4. Pro jarní část sezony dostal přednost v juniorském týmu i v "A" týmu (jako třetí brankář) Luděk Vejmola, který na podzim přišel ze Slovácka, a Kotnour odešel na hostování do třetiligového Žďáru nad Sázavou.

### FC ŽĎAS Žďár nad Sázavou (host.)
Soutěžní premiéru za ŽĎAS si odbyl hned v prvním jarním kole MSFL, když přispěl k remíze v záchranářském duelu na hřišti FK Mikulovice (1:1). Do druhého zápasu s rezervou Sigmy Olomouc ale kvůli zranění nemohl nastoupit a nahradil ho Tomáš Hajný. Vinou zranění do dalších zápasů již nezasáhl a po sezoně se vrátil do Jihlavy.

### HFK Třebíč (host.)
Vinou zranění do přípravy Jihlavy nezasáhl a po uzdravení se odešel připravovat do třetiligové Třebíče. Tam odehrál poločas přátelského zápasu s jihlavskou juniorkou. Do Třebíče na konci července zamířil na hostování.
Zatímco do úvodního duelu Poháru České pošty proti Pelhřimovu (1:0) nenastoupil, v dalším kole proti Zbrojovce Brno (0:4) už v brance nechyběl.
Do nového soutěžního ročníku vstoupil úspěšně, když vychytal čisté konto proti rezervě Sigmy Olomouc (0:0). V následujícím zápase s rezervou Slovácka (0:1) už tolik štěstí neměl; ve 48. minutě ho překonal Luboš Kalouda. První výhra v dresu Třebíče se nedočkal ani v následujících dvou zápasech – nejprve byl u porážky se Spartakem Hulín (2:4) a posléze i v Orlové (0:1), kde navíc v 90. minutě obdržel žlutou kartu. Výhry se nedočkal ani v následujícím duelu se zábřežským Sulkem (1:1). Výhru a druhé vychytané čisté konto si tak připsal až v souboji na hřišti rezervy Fastavu Zlín (1:0). Třetí nulu vychytal až v 10. kole v souboji s rezervou SFC Opava (1:0) a v pořadí čtvrté čisté konto udržel ve 13. kole při domácím souboji s 1. SK Prostějov (1:0). Na páté čisté konto nečekal dlouho, hned v 15. kole pomohl k výhře 2:0 v domácím souboji s MFK Vyškov.

### FC Vysočina Jihlava (návrat)
Po úspěšném půlroce, který strávil na hostování ve třetiligové Třebíči, se vrátil na zimní přípravu do Jihlavy. Tady by se měl poprat o pozici brankářské trojky s mládežnickým reprezentantem Luďkem Vejmolou. Hned na začátku přípravy odchytal celé modelové utkání, ve kterém ho překonali pouze David Vacek a Jan Kliment. Ve druhém modelovém utkání vystřídal o poločase Hanuše a vychytal čisté konto.
Také úvodní zápas proti Znojmu (1:1) odchytal celý, navíc jeho konkurent Vejmola odešel na testy do Kolína. Z přípravných zápasů nastoupil i v souboji s FK Mladá Boleslav (3:0; 2. poločas) a jelikož Vejmola nakonec zamířil do Kolína na hostování, odjel s týmem na soustředění do Turecka. V Turecku odchytal celý zápas proti MFK Ružomberok (3:1), překonal ho pouze v 10. minutě Boris Turčák.
Kromě zápasů za áčko se na konci přípravy objevil i v juniorském týmu, kde odchytal přípravný zápas s HFK Třebíč (2:2). Jelikož se před generálkou na ligu zranil první brankář Jan Hanuš, měl by minimálně v první jarním zápase proti Bohemians Praha 1905 krýt záda Jaromíru Blažkovi jako brankářská dvojka.

## Reprezentační kariéra
V dubnu 2009 se ocitl v nominaci Jiřího Štola na přátelské zápasy Česka U16 ve Švýcarsku, v říjnu pak nastoupil pod trenérem Romanem Kučerou v zápase v Irsku. V dubnu 2010 byl povolán jako náhradník k přátelskému zápasu s Rakouskem. V lednu 2011 dostal šanci na kempu Petra Kouby v Nymburku. Na podzim téhož roku jej Josef Csaplár opět pozval do reprezentace. Později se objevil i v přátelském zápase reprezentace U18 v Portugalsku, kde ovšem nezabránil porážce 0:3. V odvetě pak dostal přednost Ondřej Kolář ze Slovanu Liberec. V září 2012 dostal pozvánku na přátelský zápas Česka U19 v Rakousku.

## Agent
Jeho agentem je Pavel Paska, který jej zastupuje prostřednictvím společnosti International Sport Management, s.r.o.